# Calle del Triunfo (San Sebastián)
La calle del Triunfo es una vía pública de la ciudad española de San Sebastián.

## Descripción
La vía, que obtuvo el título actual al separarse del barrio de San Martín en septiembre de 1866, discurre desde la plaza de Zaragoza hasta la calle de San Bartolomé, con cruce a medio camino con la de San Martín. Aparece descrita en Las calles de San Sebastián (1916) de Serapio Múgica Zufiria con las siguientes palabras:

Calle del Triunfo.—En sesión de 12 de Septiembre de 1866, se acordó dar este nombre a una de las calles del antiguo Barrio de San Martín, sin que se especifiquen ni siquiera sumariamente, los motivos a que obedeció su adopción. La voz es demasiado genérica para que sea fácil por medio de conjeturas, dar con la causa real a que se debió la elección de tal nombre. Nosotros creemos sin embargo, que el motivo a que obedeció el Ayuntamiento que escogió este nombre, fué el de aludir al triunfo que obtuvo la misma Corporación al lograr poco antes, y tras largos años de esfuerzos, el derribo de las murallas que aprisionaban la ciudad.
(Múgica Zufiria, 1916, p. 133)